# Maguari gólya
A maguari gólya (Ciconia maguari) a madarak (Aves) osztályának a gólyaalakúak (Ciconiiformes) rendjébe, ezen belül a gólyafélék (Ciconiidae) családjába tartozó faj.

## Elterjedése
Dél-Amerika területén, azon belül az Andokban, Venezuelában és Argentínában él. A vizes területeket részesíti előnyben.

## Megjelenése
Testhossza 90 centiméter, szárnyfesztávolsága 120 centiméter, testtömege pedig 3,5 kilogramm. A testének nagy része piszkosfehér, szárnyainak és faroktollainak vége fekete, lába piros. Szemei körül vörös folt van. Hosszú ék alakú erős csőrrel rendelkezik

## Életmódja
A nedves réteken, vizes élőhelyeken halakat és más vízi állatokat keresgél.

## Szaporodása
Megközelítőleg 60 centiméter átmérőjű fészküket ágakból építik. A fészekalja 2-3 tojásból áll.

## Képek

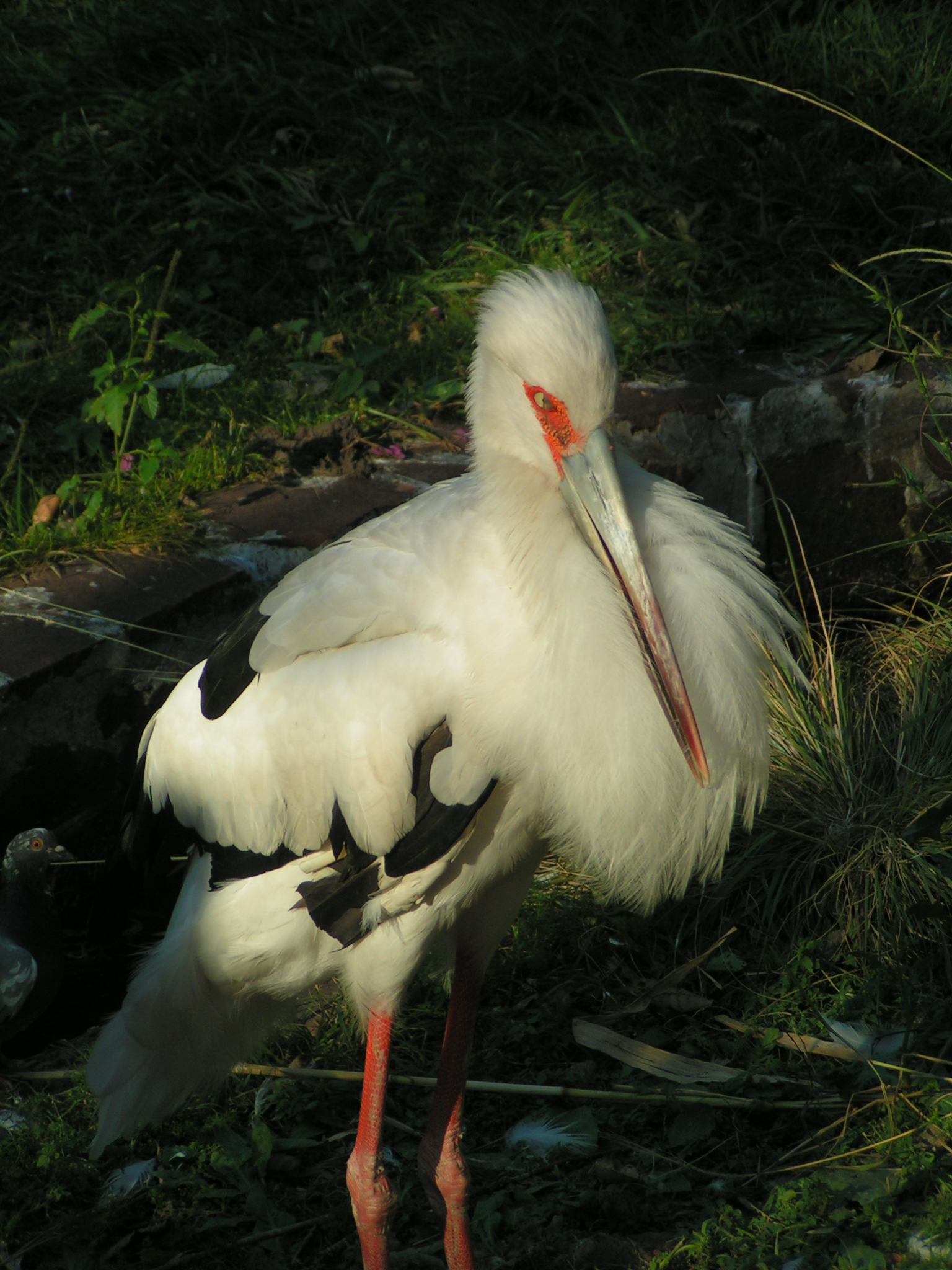
Maguari gólya
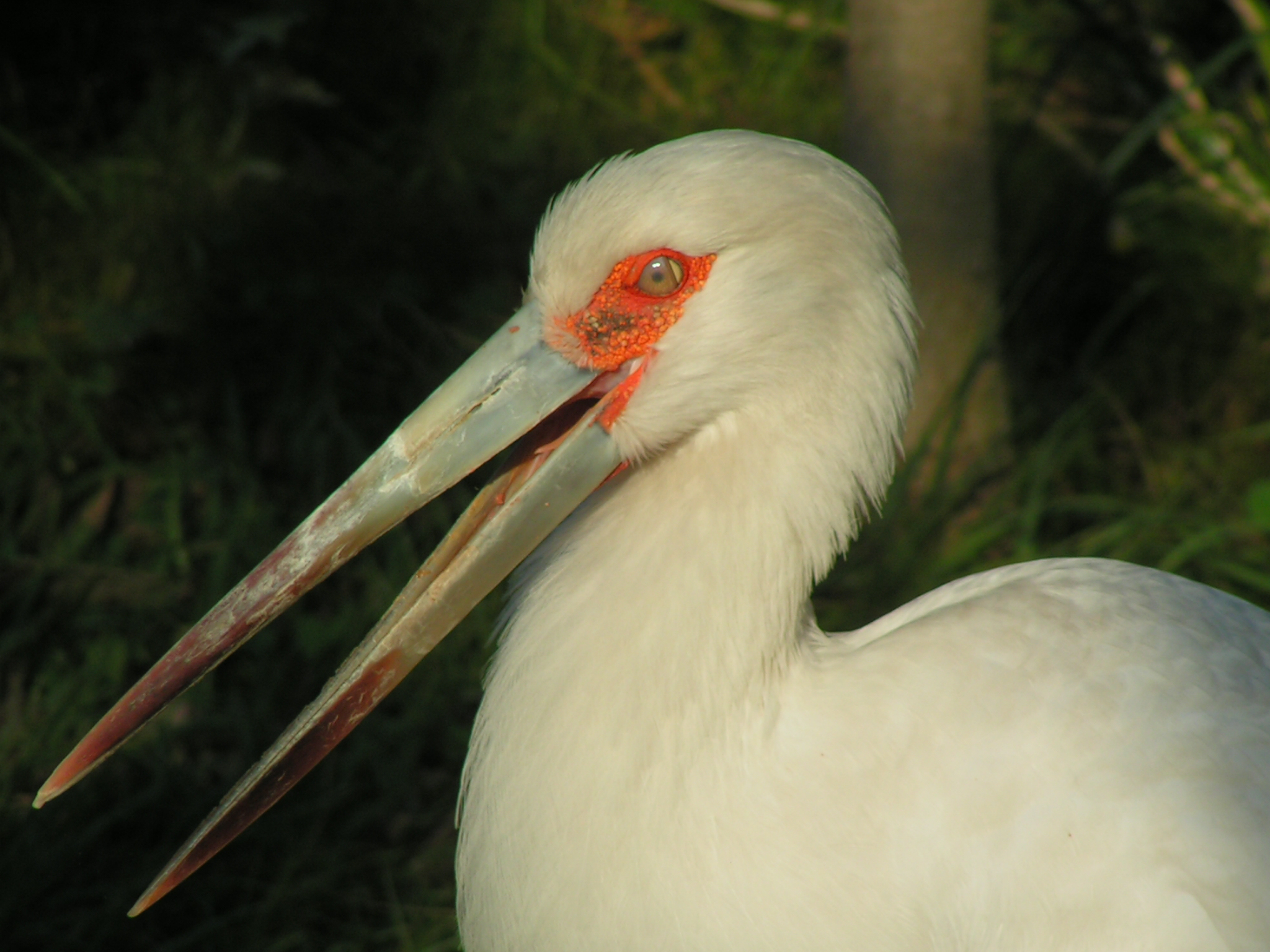
Maguari gólya portré